# 和順館高等学校
和順館高等学校（わじゅんかんこうとうがっこう）は、山形県酒田市に所在する私立高等学校。

## 概要
山形県と秋田県の在住者を対象に開校した通信制高校である。

## 沿革
（沿革節の主要な出典は公式サイト）

### 年表
- 2004年（平成16年）4月1日 : 山形県酒田市山居町に開校。
- 2008年4月 : 現在地に移転。

## 交通・アクセス方法
- JR東日本（羽越本線）酒田駅よりm（徒歩：約11分）